# Jorge Usón
Jorge Usón, né à Saragosse le 19 janvier 1980, est un acteur et chanteur espagnol, à l'origine psychiatre de formation.

## Biographie
Étudiant en médecine de l'Université de Saragosse, il se spécialise en psychiatrie à l'Hôpital universitaire Gregorio Marañón de Madrid. Il se tourne vers la carrière de comédien avec la cinéaste asturienne Eva Lesmes et l'acteur britannique Will Keen.
En 2015, il joue dans La novia, un film dramatique réalisé par Paula Ortiz, inspiré de la pièce de théâtre Noces de sang, de Federico García Lorca.
En 2018, il est révélé dans le film d'animation Buñuel après l'âge d'or en jouant la voix de Luis Buñuel dans la version originale en espagnol.
En 2024, il joue le rôle de Manolo Fuster dans la série Les Ombres du passé de Clara Roquet, et participe également au film La Vierge rouge, sur la biographie d'Hildegart Rodríguez Carballeira, retrouvant ainsi la réalisatrice Paula Ortiz.